# Hugo Efferoth
Hugo Efferoth (né le 25 septembre 1889 à Cologne, mort le 4 avril 1946 à La Paz) est un journaliste allemand.

## Biographie
Hugo Efferoth vient d'une famille bourgeoise catholique. Après l'abitur à l'Apostelgymnasium en 1908, il étudie à Cologne et à Leipzig la philologie, l'histoire et l'économie. Il est volontaire pendant la Première Guerre mondiale.
Après la guerre, il travaille pour le Leipziger Volkszeitung (1919-1920), Schaffende Frau de tendance anarcho-syndicaliste (1920-1921), Unabhängige Volkszeitung (Dresde, 1920–1921) et Volkszeitung für die Oberlausitz (Löbau, 1924-1927). Il adhère au SPD et devient en 1927 chef de la rédaction locale du Rheinische Zeitung. Il a pour collègue Heinz Kühn et pour rédacteur Wilhelm Sollmann.
Peu après la prise du pouvoir des nazis, la rédaction est agressée le 9 mars 1933 par un SA, Efferoth et Sollmann sont arrêtés et torturés puis subissent une détention provisoire. Après sa libération, Hugo Efferoth entre dans la clandestinité ; il trouve un abri chez de rares amis comme Theo Burauen. Son livre Die Ketzerbibel est brûlé.
Il parvient à émigrer à Prague où il publie clandestinement sous le pseudonyme de F. E. Roth des articles pour le journal exilé Neuer Vorwärts. En 1938, il va en Autriche et en Italie pour prendre un avion vers La Paz. Il est un temps représentant du Frei-Deutschland-Bewegung et travaille pour Rundschau vom Illimani.